# 溫體仁
溫體仁（1574年1月1日—1638年8月11日），字長卿，號員嶠、園嶠，浙江烏程縣（今湖州市）南浔辑里村人，明朝政治人物，進士出身。崇禎年間擔任內閣首輔。崇禎朝閣員五十人，唯溫體仁最久。崇禎十年免職。卒謚文忠。

## 生平
萬曆二十五年（1597年），溫體仁中式丁酉科浙江鄉試第五名举人，时年二十四，补博士弟子员。萬曆二十六年（1598年）聯捷戊戌科进士，工部觀政，選庶吉士，萬曆二十八年（1600年）授翰林院编修，二十九年任會試同考官，三十一年起居注，三十六年養病。四十年升國子監司業，四十一年升右諭德，管誥敕撰文，四十三年升右庶子。
萬曆四十四年（1616年）升少詹事，掌南京翰林院印。天启二年（1622年）起升礼部右侍郎，协理詹事府事，次年回部任左侍郎，天啓四年父亲去世丁憂。天啟七年（1627年）起升南京礼部尚书。崇祯元年（1628年）改任北京礼部尚书三年（1630年）進东阁大学士，加太子太保，进文渊阁，崇禎五年（1632年）加少保兼太子太保，户部尚书，进武英殿。史載“体仁辅政数年，念朝士多与为怨，不敢恣肆，用廉谨自结于上，苞苴不入门。”
溫體仁與禮部侍郎周延儒兩人在崇禎帝朱由檢即位之初選擇閣輔時，以錢謙益收賄名義打擊錢謙益，並且全力打擊錢謙益同黨，而被不愛黨爭的朱由檢信任，崇禎元年（1628年）便與周延儒入閣並出任禮部尚書東閣大學士。而後來溫體仁又排擠周延儒，並出任閣輔。
溫體仁善於利用朱由檢的個性而當政八年，並得到朱的恩禮優渥，而且也以為溫體仁是個不組黨羽的孤立之士；但是「同官非病免物故，即以他事去」（同僚或者因病亡离职，或者被其他原因免职），引發朝臣的不滿與批評；崇祯十年（1637年）劉宗周等人上奏指出溫體仁的十二大罪，而最後司禮監太監曹化淳向朱告密，指稱溫體仁自有黨羽，朱大驚說“體仁有黨”，最後免除溫體仁的閣輔之職。崇祯十年（1637年）六月，一日温体仁正在吃饭。忽有太监传旨，令削去温体仁官职。崇禎十一年（1638年）溫體仁病故烏程家中。《明史》有傳。

## 身后
溫體仁死後，崇祯帝贈為太傅，諡文忠。福王朱由崧即位於南京後便削其諡號，弘光元年（1645年）三月又恢复了温体仁的諡號。

## 家族
曾祖温瀚，號西川，生四子，長子溫應祿，嘉靖癸丑探花及第。祖父温應初，號北渠。父温子佐，字允贤，號新宇。母沈氏，封淑人。兄居仁、守仁、秉仁。弟德仁、育仁、懋仁、养仁、依仁。
元配严氏，累封淑人，赠一品夫人，崇祯五年（1632年）卒，享年五十五岁，生二子四女。二子：温俨、温侃。侧室郁氏，生一子温佶。孫温暠、温炅。

## 評價
御史吴履中曾總結明亡的教訓說：“温体仁托严正之义，行媚嫉之私，使朝廷不得任人以治事，酿成祸源，体仁之罪也。”溫體仁為政嚴苛，人皆稱「温体仁全师江陵（張居正）之术而加甚焉」。
溫體仁與王應熊、吳宗達等人被譏爲：“內閣翻成妓館，烏龜、王八、篾片，總是遭瘟。”
溫體仁主政期間，只有少部分的清流敢出來告溫體仁，但下場都非常淒慘，如太學生鄔曼就曾告發溫體仁結黨，但下場卻是被溫體仁投入牢獄中，不知所終。
《明史》將溫體仁列入奸臣傳，評價曰：“流寇躏畿辅，扰中原，边警杂沓，民生日困，未尝建一策，惟日与善类为仇”。
王夫之《讀通鑑論》評論董仲舒時提到：「溫體仁行保薦以亂之，重武科以亢之，楊嗣昌設社塾以淆之，於是乎士氣偷，姦民逞，而生民之禍遂極。」
王世德《崇禎遺錄》評價曰：“上初即位，事事寬大。自溫體仁入閣，票擬務從深刻，由此遂失人心。論者謂亡國之禍體仁釀之，良然。”
陳盟雪《崇禎內閣行略》評價曰：“體仁初佻達，任率在官職，嘗納娼為妾，後稍稍簡約，忽以競，卒進忿爭，受上知遇，當軸者八年。崇禎朝，閣臣久在，未有如體仁者，小心謹毖，兢兢自持，既與門戶不協，躭躭伺隙，遂絕私交，謝情面，一惟迎合上旨，以是上益推重之。”

## 墓葬
光绪《乌程县志》记有“明大学士温体仁墓在毗山下”，现有“明大学士温体仁墓遗址”石碑。

## 備註
1. ↑  烏龜指的是溫體仁的籍貫，溫體仁為烏程籍，歸安人。
2. ↑  王八指的是王應熊的籍貫，王應熊為巴縣人。
3. ↑  一名忽板，為妓院供嫖客勃起之物，通常遞給嫖客篾片的人，不是跟班就是小廝，到後來這些人也被統稱為篾片。意指嘲笑吳宗達毫無主見，只會一味的附和溫體仁、王應熊兩人的吩咐辦事，與在妓院裡遞蔑片的那些跟班、小廝無異。
4. ↑  瘟意指溫體仁。

## 延伸阅读
[在维基数据编辑]
 《明史卷三百〇八》，出自《明史》

| 官衔          | 官衔                        | 官衔          |
| ------------- | --------------------------- | ------------- |
| 前任： 周延儒 | 明朝内阁首輔 1633年－1637年 | 繼任： 張至發 |